# Cerberus (animal)
Cerberus es un género de serpientes de la familia Homalopsidae. Se distribuyen desde la costa oeste de la India hasta Palaos y Australia.

## Especies
Se reconocen las siguientes:
- Cerberus australis (Gray, 1842)
- Cerberus dunsoni Murphy, Voris & Karns, 2012
- Cerberus microlepis Boulenger, 1896
- Cerberus rynchops (Schneider, 1799)
- Cerberus schneiderii (Schlegel, 1837)